# Інтегровані маркетингові комунікації
Інтегро́вані маркетингові комуніка́ції — концепція, згідно з якою компанія ретельно обмірковує і координує роботу своїх численних каналів комунікації, рекламу в засобах масової інформації, особистий продаж, стимулювання збуту, пропаганду, прямий маркетинг, упаковку товару та ін. Це робиться з метою вироблення чіткого, послідовного і переконливого уявлення про компанію і її товари.
Раціональні мотиви — повідомлення, пов’язані з особистою вигодою аудиторії, що показують, як товар може задовольняти потреби покупця. Прикладом Р. м. є реклама, що демонструє якість товару, його економічність, цінність або можливості експлуатації.
У маркетингових комунікаціях виділяють ATL і BTL сегменти. ATL-реклама — це так звані традиційні види: 
- реклама в ЗМІ,
- Out Of Home (зовнішня і внутрішня),
- поліграфічна.

Решта варіантів реклами відносять до BTL-комунікацій.